# Барлибаєв Толєжан Турсунович
Толєжан Турсунович Барлибаєв (26 листопада 1970, Темиртау, Карагандинська область, Республіка Казахстан) — казахстанський політичний діяч і дипломат. Надзвичайний і Повноважний Посол Республіки Казахстан в Україні (з 2025).

## Життєпис
Народився 26 листопада 1970 року в місті Темиртау Карагандинської області Республіки Казахстан. У 1992 році закінчив Російський державний гуманітарний університет. Володіє англійською, хорватською та українською мовами.
З 1992 року працював редактором головної редакції інформації Республіканського державного комітету радіомовлення Республіки Казахстан, у 1993 був журналістом телекомпанії «Тан-плас».
З 1993 року на дипломатичній роботі: Референт, аташе Департаменту культурного співробітництва, преси та ЮНЕСКО Міністерства закордонних справ Республіки Казахстан (1993—1994); Аташе Департаменту Америки Міністерства закордонних справ Республіки Казахстан (1994); Третій секретар, другий секретар Посольства Республіки Казахстан в Україні (1994—1997); Перший секретар Департаменту аналізу інформації та планування зовнішньополітичних заходів Міністерства закордонних справ Республіки Казахстан (1997—1998); Перший секретар, радник Посольства Республіки Казахстан в Україні (1998—2002); Керівник відділу Департаменту Європи та Америки Міністерства закордонних справ Республіки Казахстан (2002—2003); Керівник Секретаріату Міністра — помічник Міністра закордонних справ Республіки Казахстан (2003); Радник Посольства Республіки Казахстан в Республіці Польща (2003—2007); Головний інспектор Центру зовнішньої політики Адміністрації Президента Республіки Казахстан (2007—2008); Завідувач сектору Центру зовнішньої політики Адміністрації Президента Республіки Казахстан (2008—2009); Заступник керівника, керівник Центру зовнішньої політики Адміністрації Президента Республіки Казахстан (2009—2012); Радник-посланник Посольства Республіки Казахстан в Республіці Хорватія (2012—2014); Заступник керівника Центру зовнішньої політики Адміністрації Президента Республіки Казахстан (2014—2016); Радник-посланник Посольства Республіки Казахстан у Королівстві Нідерландів (2016—2017).
У 2017—2022 рр.  — Надзвичайний і Повноважний Посол Республіки Казахстан у Республіці Хорватія.
У 2018—2022 рр.  — Надзвичайний і Повноважний Посол Республіки Казахстан у Боснії та Герцеговині, Чорногорії за сумісництвом.
У 2022—2024 рр.  — Надзвичайний і Повноважний Посол Республіки Казахстан у Словацькій Республіці.
З 05 травня 2025 р. — Надзвичайний і Повноважний Посол Республіки Казахстан в Україні.
20 травня 2025 року вручив копії вірчих грамот заступнику міністра закордонних справ України Євгену Перебийносу.
13 червня 2025 року вручив вірчі грамоти Президенту України Володимиру Зеленському.